# Ordre de Gorkha Dakshina Bahu

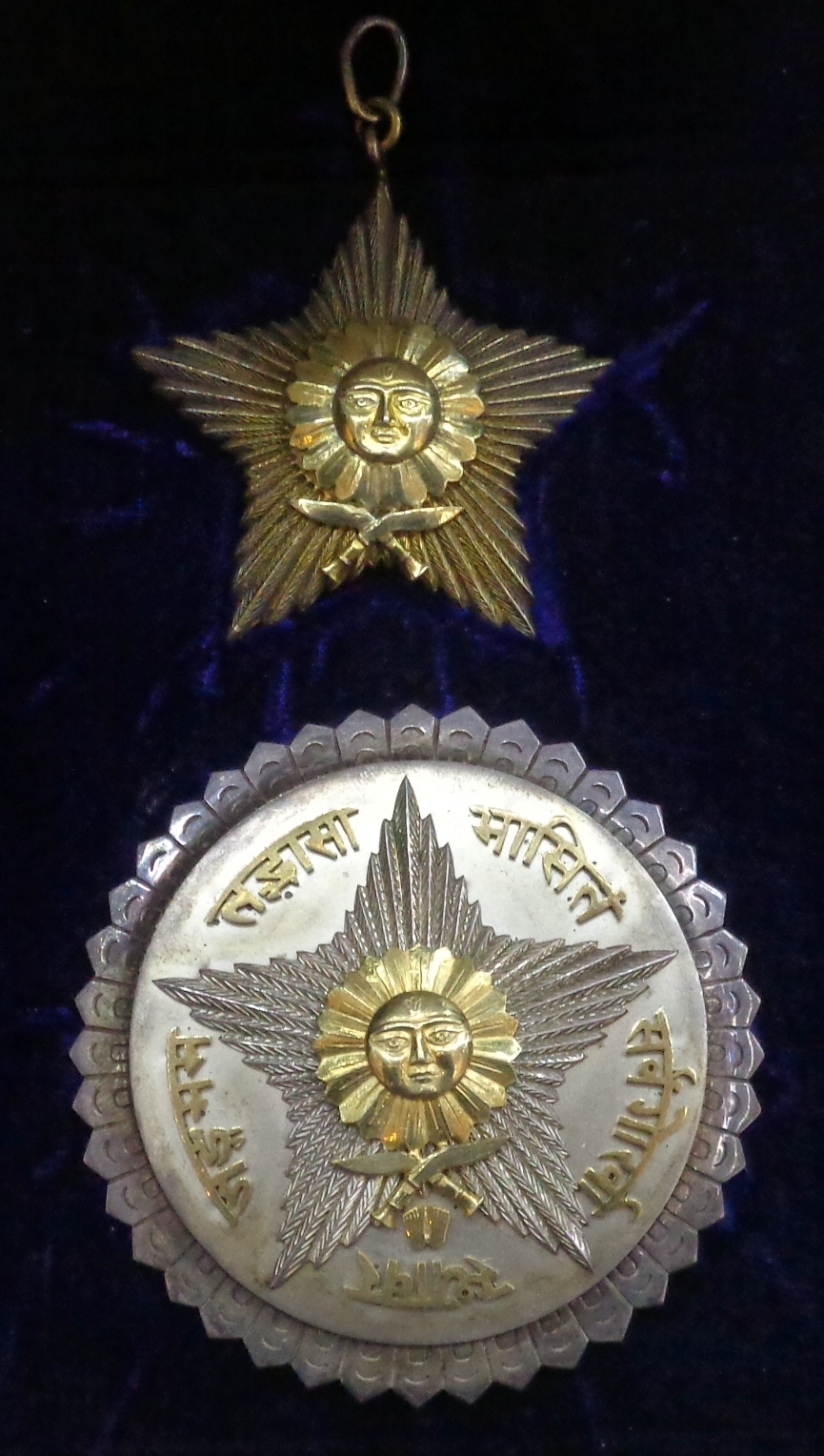
Ordre de Gorkha Dakshina Bahu, deuxième classe.

L'ordre de Gorkha Dakshina Bahu (en népalais : गोरखा दक्षिण बाहु) est un ordre honorifique du Népal. C'est l'un des plus grands honneurs accordés traditionnellement par le roi.
Il peut être attribué aux militaires et aux civils, y compris aux ressortissants étrangers, pour leur contribution remarquable au pays.
Initié par Prithvi Bir Bikram Shah, c'est le deuxième plus grand honneur du pays après l'ordre de Tri Shakti Patta (en).